# Stilla anomala
Stilla anomala är en snäckart som beskrevs av Powell 1955. Stilla anomala ingår i släktet Stilla och familjen kägelsnäckor. Inga underarter finns listade i Catalogue of Life.